# Carillon (Edward Elgar)
Pour les articles homonymes, voir Carillon (homonymie).
Carillon, Op.75, est une récitation avec accompagnement orchestral composée par Edward Elgar en 1914. Le texte est du poète belge Émile Cammaerts.
L'œuvre est créée au Queen's Hall, Londres, le 7 décembre 1914, la récitation est faite par la femme de Cammaerts, Tita Brand et l'orchestre est dirigé par le compositeur.
Carillon est joué en janvier 1915 au London Coliseum avec Henry Ainley (en) et à Harrogate le 28 août 1915 avec la soprano Julian Clifford (en) et une fanfare militaire. L'arrangement pour fanfare est fait par Percy Fletcher.
Le 15 août 1918 Carillon et Le drapeau belge sont joués et rencontrent le succès lors d'un concert donné à Prospect Park, Brooklyn, avec la récitation faire par l'artiste belge dramatique Carlo Liten (d).

## Histoire
À la suite de l'invasion de la Belgique par l'Allemagne, à Noël, à Londres, une anthologie patriotique appelée King Albert's Book (en l'honneur du roi Albert Ier de Belgique) est organisée par Hall Caine avec la contribution d'artistes, écrivains et musiciens majeurs. On demande à Elgar de participer et il se rappelle avoir lu dans The Observer un poème d'Émile Cammaerts. Cammaerts est marié à Tita Brand, la fille de la chanteuse Marie Brema qui a chanté lors de la première représentation du Rêve de Géronte d'Elgar, et Elgar obtient immédiatement son accord pour utiliser le poème.
L'amie et biographe d'Elgar Rosa Burley se rappelle :

« J'ai suggéré qu'il ne devrait pas se lier à la métrique des mots comme il l'aurait fait pour un chant ou un choral mais qu'il devrait fournir un prélude illustratif et des entractes en musique de fond d'un poème récitatif. »

« I ventured to suggest that he should not tie himself to the metre of the words, as he would have to do if the piece were treated as a song or choral item, but that he should provide an illustrative prelude and entr'actes as background music for a recitation of the poem. »

Elgar suit le conseil de Burley et utilise le poème comme récit et des récitatifs entrecoupés d'intermèdes orchestraux.
Miss Burley est présent lors de la première avec Tita Brand au Queen's Hall, et explique comment la grossesse de Mme Brand-Cammaerts est cachée :

« ...malheureusement Mme Brand-Cammaerts est enceinte et de manière à cacher cet état une banque de rose a été installée sur la scène d'où dépassent seulement la tête et les épaules à la manière d'un spectacle de Punch et Judy. Mme Brand met dans d'énergie dans l'exécution que Elgar, qui dirige l'orchestre, et moi, assise dans le public, craignons les effets sur elle, mais la ferveur patriotique l'emporte et Carillon est interprété sans problèmes. »

La version pour voix et accompagnement au piano est publiée, avec les paroles en français uniquement, dans le King Albert's Book.

## Paroles
Les paroles originelles sont en français, la traduction anglaise est de Tita Brand.
La récitation commence après une introduction orchestrale.
[la voix seule]
CHANTONS, BELGES, CHANTONS,
Même si les blessures saignent, même si la voix se brise,
Plus haut que la tourmente, plus fort que les canons,
Chantons l'orgueil de nos défaites,
Par ce beau soleil d'automne,
Et la joie de rester honnêtes
Quand la lâcheté nous serait si bonne.
[avec l'orchestre]
Au son du tambour, au son du clairon,
Sur les ruines d'Aerschot, de Dinant, de Termonde,
Dansons, Belges, dansons,
[seule]
En chantant notre gloire,
Même si les yeux brûlent,
Si la tête s'égare,
Formons la ronde!
[l'orchestre]
[seule]
Avec des branches de hêtre, de hêtre flamboyant,
Au son du tambour,
Nous couvrirons les tombes de nos enfants.
[l'orchestre]
[seule]
Nous choisirons un jour,
Comme celui-ci.
Où les peupliers tremblent doucement
Dans le vent,
Et où l'odeur des feuilles mortes
Embaume les bois,
Comme aujourd'hui,
Afin qu'ils emportent
Là-bas
Le parfum du pays.
[l'orchestre]
[avec l'orchestre]
Nous prierons la terre qu'ils ont tant aimée
De les bercer dans ses grands bras,
De les réchauffer sur sa vaste poitrine
Et de les faire rêver de nouveaux combats:
De la prise de Bruxelles, de Malines,
De Namur, de Liège, de Louvain,
[seule]
Et de leur entrée triomphale, là-bas,
À Berlin!
[l'orchestre]
[seule]
Chantons, Belges, chantons,
Même si les blessures saignent, et si la voix se brise,
Plus haut que la tourmente, plus fort que les canons,
Même si les blessures saignent, même si le cœur se brise,
Chantons l'espoir et la haine implacable,
Par ce beau soleil d'automne,
Et la fierté de rester charitables
Quand la Vengeance nous serait si bonne!
[l'orchestre jusqu'à la fin]

## Enregistrements
- Elgar: War Music Richard Pascoe (narrator), Barry Collett (conductor), Rutland Sinfonia
- Le CD avec le livre Oh, My Horses! Elgar and the Great War[6] comporte plusieurs enregistrements historiques dont deux de Carillon : un enregistrement de 1915 avec Henry Ainsley et un orchestre dirigé par Elgar, et un enregistrement de 1975 avec Alvar Lidell et le Kensington Symphony Orchestra dirigé par Leslie Head